# RAF Lossiemouth

i7
i11
i13
Die Royal Air Force Station Lossiemouth (IATA-Code: LMO, ICAO-Code: EGQS), kurz RAF Lossiemouth, ist ein Militärflugplatz der britischen Royal Air Force westlich von Lossiemouth in der Grafschaft Moray, Schottland. Die Basis ist eine der größten der RAF und neben RAF Coningsby einer von zwei Stützpunkten der Eurofighter Typhoon mit vier Staffeln (engl. Squadrons). Hinzu kommen die Flotten auf Boeing 737-Basis, die Poseidon-Seefernaufklärer/U-Jagd-Flugzeuge und zukünftig auch die Wedgetail-Frühwarnflugzeuge.
Im Jahr 1944 starteten von hier die Bomber der 9. und 617. Squadron zu ihrem Angriff gegen das in einem nordnorwegischen Fjord liegende Schlachtschiff Schlachtschiff Tirpitz der deutschen Kriegsmarine. Die 617. lag hier später erneut, ausgerüstet mit Tornados, und zurzeit ist hier auch die 9. Staffel wieder stationiert, diesmal mit Typhoons. Nach dem Krieg stand hier eine Wiege der Marineflieger der Bundesmarine.
Prinz Andrew, Duke of York war bis 2022 Ehrenoberst von RAF Lossiemouth.

## Geschichte
Im Zuge der Hochrüstung im Vorfeld des Zweiten Weltkrieges wurde 1938 mit dem Bau begonnen und noch vor Kriegsausbruch begann 1939 in RAF Lossiemouth der Flugbetrieb. Der Platz war zunächst ein Trainingsplatz.
Am 9. April 1940 begann die Wehrmacht mit der Besetzung Dänemarks und Norwegens (Unternehmen Weserübung) und in Folge übernahm noch im gleichen Monat das RAF Bomber Command die Station.
Am 12. November 1944 starteten auf der Basis Lossiemouth 29 modifizierte Lancaster Bomber der 9. und 617. Squadron in Richtung Norwegen zur „Operation Katechismus“ – dem neunten und letzten britischen Angriff auf das Schlachtschiff Tirpitz. Jede Maschine hatte eine einzelne Tallboy-Bombe. Die Tirpitz wurde aus zwanzig Seemeilen Entfernung ausgemacht und auf eine Entfernung von dreizehn Seemeilen begann der Beschuss der Bomber durch deutsche Flak. Eine Lancaster wurde dabei beschädigt und musste im neutralen Schweden notlanden. Die übrigen Maschinen warfen ihre Bomben ab. Nach drei Voll- und mehreren Nahtreffern kenterte die Tirpitz innerhalb von zehn Minuten.

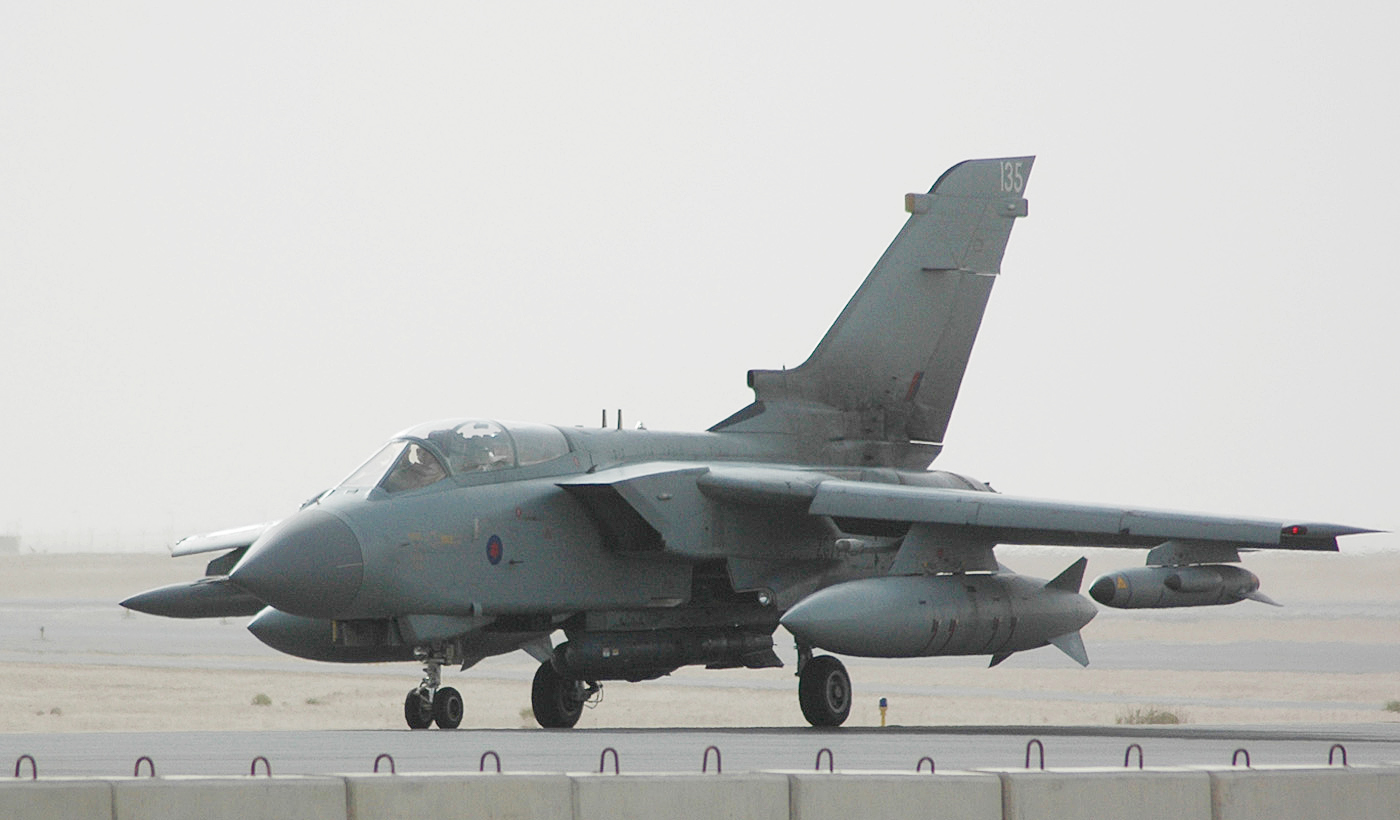
Tornado der No. 617 Sqn im Irak, 2007

Nach dem Zweiten Weltkrieg wurde der Platz nach einem einjährigen Intermezzo als Station des RAF Coastal Command 1946 an die Royal Navy (RN) übergeben, die Royal Naval Air Station Lossiemouth war fortan als HMS Fulmar bekannt und unterstützte das Training zukünftiger Flugzeugträgerpiloten der Fleet Air Arm.
1958 wurde auf der Basis die 1. Mehrzweckstaffel der Deutschen Marine in Dienst gestellt. Diese Staffel wurde später im Jahre nach Jagel in Schleswig-Holstein verlegt, wo sie bis Ende 1993 als Marinefliegergeschwader 1 der Bundesmarine im Dienst war.
Im Jahre 1967 kamen Buccaneer Marine-Tiefangriffsbomber bei der Havarie des Supertankers Torrey Canyon zum Einsatz. Im Vorfeld der Außerdienststellung ihrer konventionellen Flugzeugträger gab die Royal Navy die Station Lossiemouth am 28. September 1972 an die Royal Air Force zurück.
Neben den Kampfjets waren hier ab 1978 auch einige Sea King-Rettungshubschrauber stationiert, die von der 'D' Flight der 202. Squadron betrieben wurden. Die Hubschrauber kamen unter anderem beim Bohrinsel-Unglück der Piper Alpha 1988 und dem Pan-Am Absturz über Lockerbie im gleichen Jahr zum Einsatz. In Folge der Privatisierung der britischen Luftrettung verließ die Einheit nach 40 Jahren die Station Anfang April 2015.
Während der 1980er und zu Beginn der 1990er Jahre war weiterhin ein Großteil der ebenfalls an die RAF abgegebenen Buccaneers in RAF Lossiemouth stationiert, inklusive der Umschuleinheit. Die Maschinen wurden nach wie vor, jetzt landgestützt, als Marinejagdbomber verwendet wurden. Parallel beherbergte die Basis die Umschuleinheit für die Jaguar Jagdbomber, die bis zum Jahr 2000 am Platz lag.
Mit Außerdienststellung der Buccaneers wurde die Basis Heimat von Tornado-Staffeln, die vorher in England, aber auch in Deutschland bei der RAF Germany stationiert waren. Zu den Staffeln zählt neben der 12. (Bomber) und 15. (Reserve), der Tornado-Umschuleinheit, auch die berühmte 617. "Dambuster" Squadron.
Nach 1990 kamen Maschinen aus Lossie bei den diversen Operationen im Mittleren Osten und über dem Balkan zum Einsatz, vom Golfkrieg 1991 bis zum Bürgerkrieg in Libyen 2011.
Das No. 140 Expeditionary Air Wing (EAW) wurde am 1. April 2006 in Lossiemouth aufgestellt. Zur EAW gehören keine der fliegenden Staffeln. Der Kommandeur der Basis ist gleichzeitig Kommandeur der EAW. Prinz Andrew, Duke of York war Ehrenoberst von RAF Lossiemouth.
Die beiden Tornado GR.4 Einsatzstaffeln wurden am 28. März 2014 außer Dienst gestellt und im Juni des Jahres trafen die ersten Typhoons der 6. Squadron aus Leuchars (siehe unten) ein, gefolgt von der 1. Squadron Anfang September 2014. Im Januar 2015 kam mit der 2. Squadron eine dritte Staffel hinzu. Die Tornado-Umschuleinheit, die 15. Staffel, wurde schließlich Ende März 2017 ebenfalls außer Dienst gestellt bevor am 1. April 2019 mit der 9. Squadron die Typhoon-Force ihre Zielgröße erhielt.
Die Schweizer Luftwaffe führte ab dem Platz ab 2017 im November Nachflugtrainings durch.
Die Veröffentlichung eines neuen Weißbuchs im Jahr 2015 durch die britische Regierung führt zu einem Ausbau der Basis. Neben der vierten Typhoon-Staffel wurde die schottische Basis nach 2018 als Stützpunkt der 2016 bestellten Poseidon-Seefernaufklärer ausgebaut. Das erste Exemplar der 120. Squadron traf Mitte Oktober 2020 in Lossiemouth, nachdem der Flugbetrieb in den Monaten zuvor noch vom benachbarten Kinloss aus erfolgte, während die Runway in Lossiemouth instand gesetzt wurde. Im August 2021 wurden als weitere Einsatzstaffel die 201. Squadron und im September 2023 als Umschuleinheit die 42. Squadron reaktiviert.
Nach der Entscheidung, die wie die Poseidon aus der Boeing 737 abgeleitete Wedgetail ebenfalls in Lossiemouth zu stationieren (die Vorgänger waren in Waddington stationiert), erhielt die Basis für weitere 83 Millionen Pfund einen weiteren Wartungshangar. Die Modernisierung der Basis, die es auch der United States Navy ermöglicht einige ihrer P-8A von hier aus einzusetzen, wurde Mitte 2024 vorerst abgeschlossen.

## Heutige Nutzung
Die Basis beherbergt zurzeit (2024) acht fliegende Staffeln der RAF:
- 1., 2., 6. und 9. Squadron, Typhoon-Einsatzstaffeln, seit Juni 2014
- 120. und 201. Squadron, Poseidon-Einsatzstaffeln, seit Oktober 2020 und August 2021
- 8. Squadron, zukünftige Wedgetail-Einsatzstaffel, noch keine Luftfahrzeuge in Dienst
- 42. Squadron, Poseidon und zukünftig auch Wedgetail-Umschulstaffel, seit September 2023

Seit 2024 dient der Flugplatz daneben als vorgeschobene Einsatzbasis US-amerikanischer P-8A. 
Im Rahmen der Trinity-House-Vereinbarung sollen ab 2025 auch P-8A der Bundeswehr von RAF Lossiemouth zu Beobachtungsflügen starten.

## Sonstiges
RAF Lossiemouth ist seit Mitte 2014 die einzig verbleibende Flying Station der RAF in Schottland und seit diesem Zeitpunkt anstelle von RAF Leuchars (siehe unten) zweiter Typhoon-Stützpunkt der RAF.

### Kinloss Relief Landing Ground
Die frühere Royal Air Force Station Kinloss, zirka 15 km westsüdwestlich gelegen ist heute ein Armee-Standort, die Kinloss Barracks. Die Landebahn in Kinloss dient Lossiemouth als Ausweichpiste, das hierzu in Kinloss stationierte Personal untersteht RAF Lossiemouth. Aufgrund einer Erneuerung der Landebahn in "Lossie" 2019/2020 werden die ersten der ab 2020 zulaufenden P-8A von Kinloss aus operieren.

### Leuchars Station
Ein weiterer Flugplatz war die Royal Air Force Station Leuchars weiter im Süden in der Nähe von Leuchars. Diese Station wurde Ende März 2015 an die Armee übergeben. Leuchars Station, so der heutige Name, ist als neue Heimat ehemaliger BFG-Einheiten wie den Royal Scots Dragoon Guards aus Fallingbostel vorgesehen. Zuletzt waren dort die beiden 2014 nach Lossiemouth verlegten Typhoon-Staffeln stationiert. Leuchars diente den britischen Streitkräften mehr als 100 Jahre als Militärflugplatz. Leuchars war ab September 1969 unter anderem die erste RAF-Basis der Phantom FG.1.
Aufgrund einer Erneuerung der Landebahn in "Lossie" wurde Leuchars in der zweiten Jahreshälfte 2020 für die Typhoon-Alarmrotte temporär reaktiviert.

### Milltown Airfield
Die frühere Royal Air Force Station Milltown, heute als Milltown Airfield bezeichnet, liegt zirka acht km südöstlich von RAF Lossiemouth. Sie entstand 1943 während des Zweiten Weltkriegs als Übungsplatz für die in Lossiemouth stationierten Bombercrews und im letzten Kriegsjahr lag hier mit der 224. Squadron auch eine Einsatzstaffel des RAF Coastal Commands.
Zusammen mit Lossiemouth wurde Milltown 1946 von der Marine übernommen. Die Royal Navy bezeichnete den Platz fortan als HMS Fulmar II und nutzte ihn zur Schulung von Flugzeugträgerlandungen.
Der Flugbetrieb wurde 1977 eingestellt und Milltown wurde anschließend zu einer Funkstation der RAF entwickelt. Obwohl die Nachrichtenübermittlungsfunktion inzwischen an einen zivilen Dienstleister übertragen wurde, befindet sich das Areal nach wie vor im Besitz des Ministry of Defence, das es teilweise als Weideland an Landwirte verpachtet.